# Интегральный синус

График интегрального синуса для 0 ≤ x ≤ 8π

Интегра́льный си́нус — специальная функция, определяемая интегралом:
{\displaystyle \operatorname {Si} \,x=\int \limits _{0}^{x}{\frac {\sin t}{t}}\,dt.}
Иногда также пользуются обозначением {\displaystyle \operatorname {si} \,x:}
{\displaystyle \operatorname {si} \,x=-\int \limits _{x}^{\infty }{\frac {\sin t}{t}}\,dt=\operatorname {Si} \,x-{\frac {\pi }{2}}.}
Интегральный синус может быть определён через интегральную показательную функцию по аналогии с синусом:
{\displaystyle \operatorname {si} \,x={\frac {1}{2i}}\left(\operatorname {Ei} \,(ix)-\operatorname {Ei} \,(-ix)\right).}
Интегральный синус был введён Лоренцо Маскерони в 1790 году.

## Свойства
- Интегральный синус — нечётная функция:

{\displaystyle \operatorname {Si} \,(-x)=-\,\operatorname {Si} \,x.}
- Интегральный синус имеет асимптоты:

{\displaystyle \lim _{x\to +\infty }\operatorname {Si} \,x={\frac {\pi }{2}},}
{\displaystyle \lim _{x\to +\infty }\operatorname {si} \,x=0,}
{\displaystyle \lim _{x\to -\infty }\operatorname {Si} \,x=-{\frac {\pi }{2}},}
{\displaystyle \lim _{x\to -\infty }\operatorname {si} \,x=-\pi .}
- Интегральный синус имеет локальные экстремумы в точках {\displaystyle x=\pm \pi ,\,\pm 2\pi ,\,\pm 3\pi ,\,\cdots }

## Разложение в ряд
{\displaystyle \operatorname {Si} \,x=x-{\frac {x^{3}}{3\cdot 3!}}+{\frac {x^{5}}{5\cdot 5!}}-{\frac {x^{7}}{7\cdot 7!}}+\cdots =\sum _{n=0}^{\infty }{\frac {(-1)^{n}}{(2n+1)!(2n+1)}}x^{2n+1}.}
Этот ряд применяется для практического вычисления интегрального синуса, причём в соответствии с теоремой Лейбница погрешность будет меньше модуля последнего взятого члена этого ряда.